# Ofakim
Ofakim (en hebreo: אופקים‎, lit. 'Horizontes') es una ciudad ubicada en el distrito Sur de Israel, alrededor de 17 km al noroeste de Beerseba, en la zona esteparia del norte del Néguev. En 2024 tenía una población de 38 921 habitantes.
Establecida como una ciudad en desarrollo en 1955, Ofakim fue durante muchos años un importante centro de fabricación textil. La subcontratación de la fabricación de textiles fuera de Israel provocó un estancamiento económico, y Ofakim sufrió altas tasas de pobreza y desempleo durante muchos años. Desde entonces, se han instalado nuevas fábricas y la ciudad está experimentando un importante desarrollo.
Ofakim fue el escenario de los enfrentamientos entre combatientes de Hamás que se infiltraron en la ciudad y las fuerzas israelíes durante los ataques del 7 de octubre del 2023. Las FDI limpiaron la ciudad de combatientes de Hamás al día siguiente.

## Historia

### Época otomana
A principios del siglo XX existía una aldea beduina en la zona llamada Jirbat Futais, poblada por miembros del clan Al-Qadirat de la tribu Al-Tiyaha. Cerca fluye un uadi llamado Nájal Patís que desemboca en el Río Habesor. La aldea constaba de casas de adobe y los habitantes beduinos se dedicaban al cultivo de trigo, cebada y melón, además de criar ovejas y cabras.

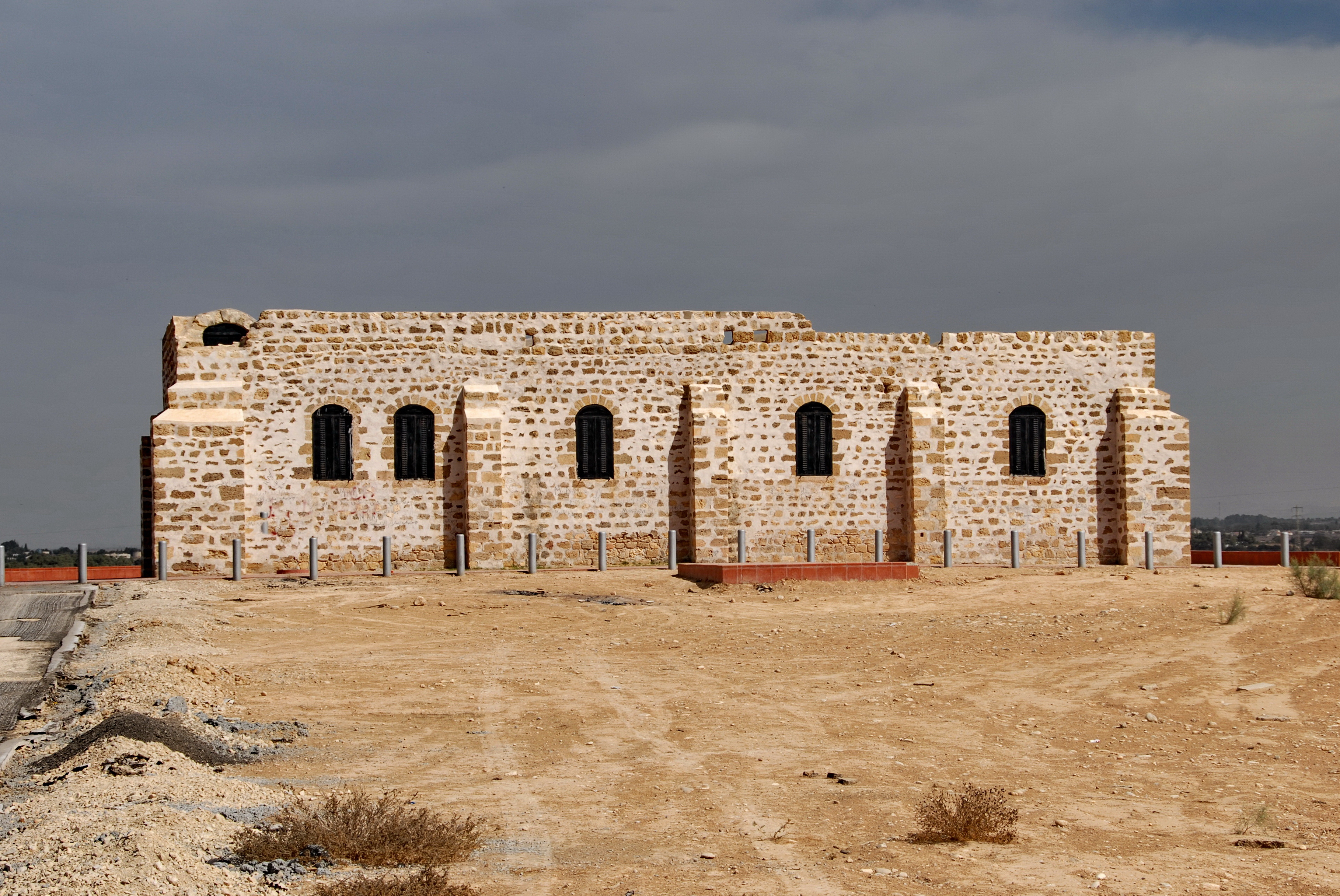
El fuerte militar de Patís, construido por los otomanos en 1894

El pueblo estaba situado a lo largo de una carretera que conectaba Beerseba con Gaza, por lo que tenía una posición estratégica. Debido a los frecuentes enfrentamientos entre las tribus beduinas locales, en 1894 las autoridades otomanas construyeron aquí un fuerte militar llamado Futais (Patís). 
A mediados de julio de 1948, durante la operación An-Far en medio de la guerra árabe-israelí de 1948, la aldea cayó en manos del ejército israelí y la población beduina huyó a Al-Muharraqa, otra aldea árabe de la zona, donde finalmente fueron expulsados hacia la Franja de Gaza bajo control egipcio.

### Israel

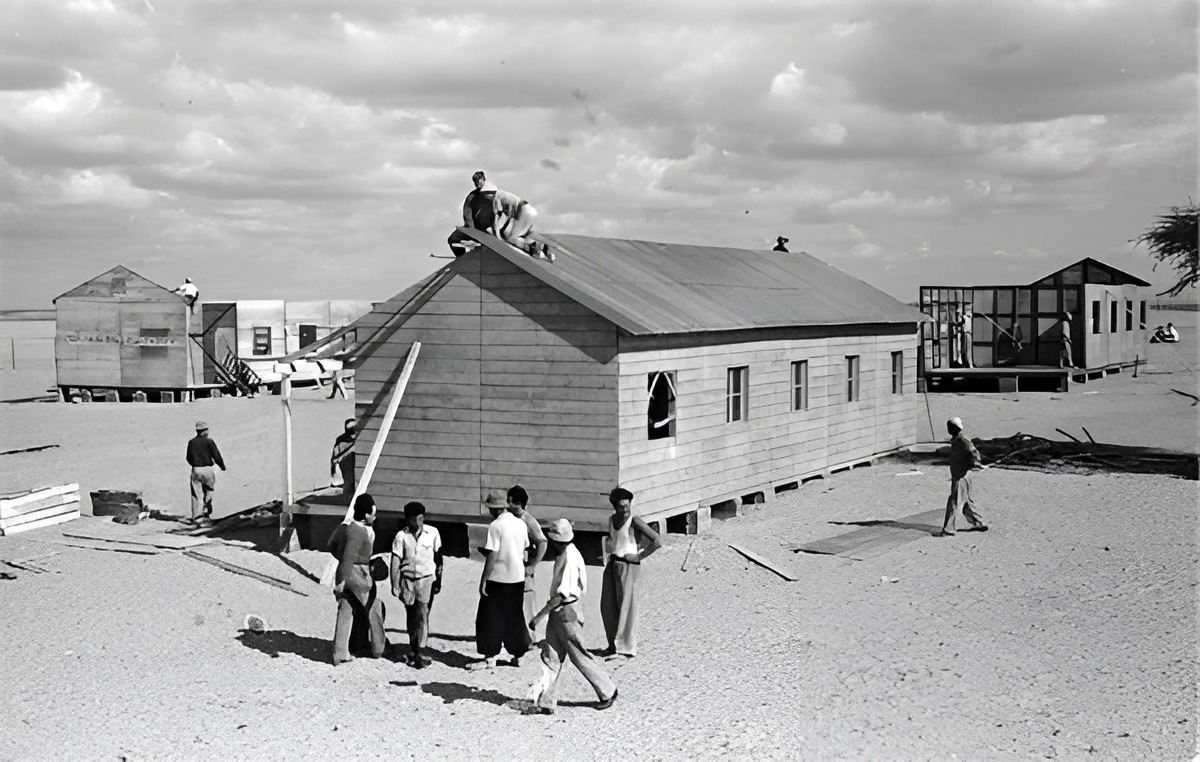
Primeras construcciones en el lugar, 1947

Ofakim fue fundado el 19 de abril de 1955, como un centro urbano para las comunidades rurales de la zona. Los primeros habitantes fueron inmigrantes judíos de Marruecos y Túnez. La población en 1955 era de unos 600 habitantes. Inicialmente las personas vivían en chozas de hojalata, pero la construcción de viviendas permanentes avanzó rápidamente y la industria de la construcción fue la principal fuente de ingresos durante los primeros años.

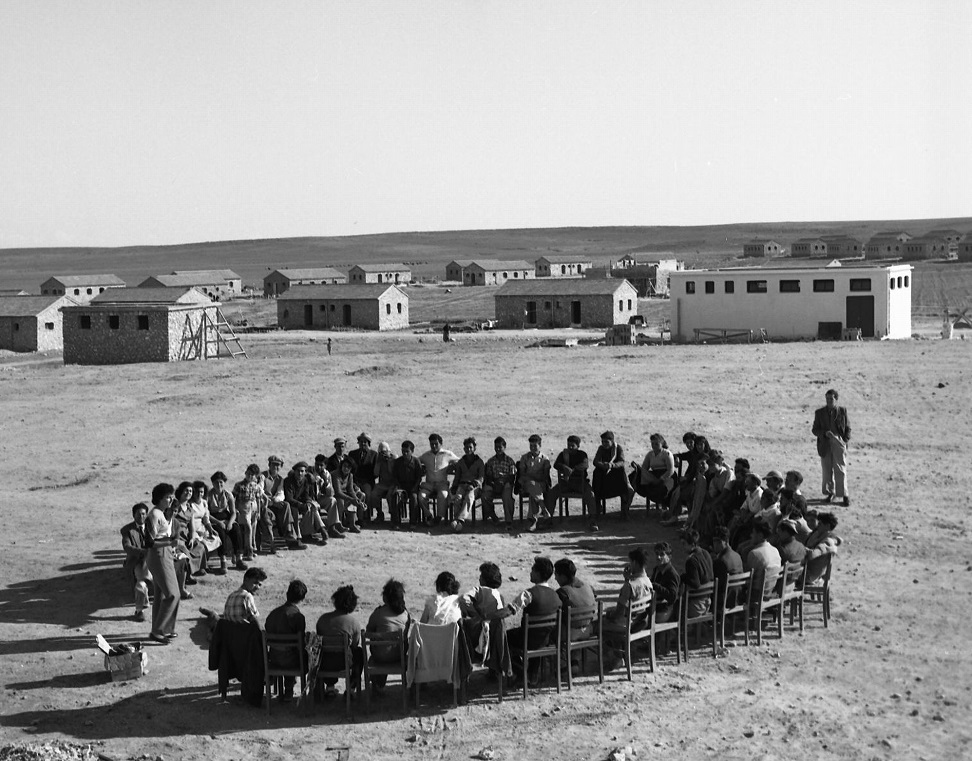
Una reunión al aire libre en Ofakim, 1955

A finales de 1956, después de que los refugiados judíos expulsados de Egipto tras la Guerra del Sinaí llegaran a Israel, 150 familias de inmigrantes judíos egipcios, incluidos algunos judíos caraítas, llegaron a Ofakim.
En 1957, la población era de 2500 habitantes. En los años siguientes, llegaron 170 familias judías de Irán, al igual que inmigrantes adicionales de India y Rumania. En 1958, Ofakim obtuvo el estatus de concejo local. En 1959, la población ascendía a unas 5000 personas, de las cuales el 60 % eran norteafricanos (la mayoría de ellos marroquíes), el 15 % egipcios, el 15 % persas y el 10 % restante indios, europeos y antiguos residentes.
A fines de la década de 1950, la industria de la construcción seguía siendo el principal empleador, y algunos residentes también trabajaban en la agricultura local, pero la industria también comenzó a establecerse en Ofakim, comenzando con una planta de pulido de diamantes que contaba con 60 trabajadores, seguida de dos fábricas textiles con un total de 500 trabajadores que abrieron en 1959. Al mismo tiempo, se pavimentaron las calles de la ciudad y se construyeron parques urbanos, escuelas y dos salas de cine. En 1961, la población era de 4600 habitantes.

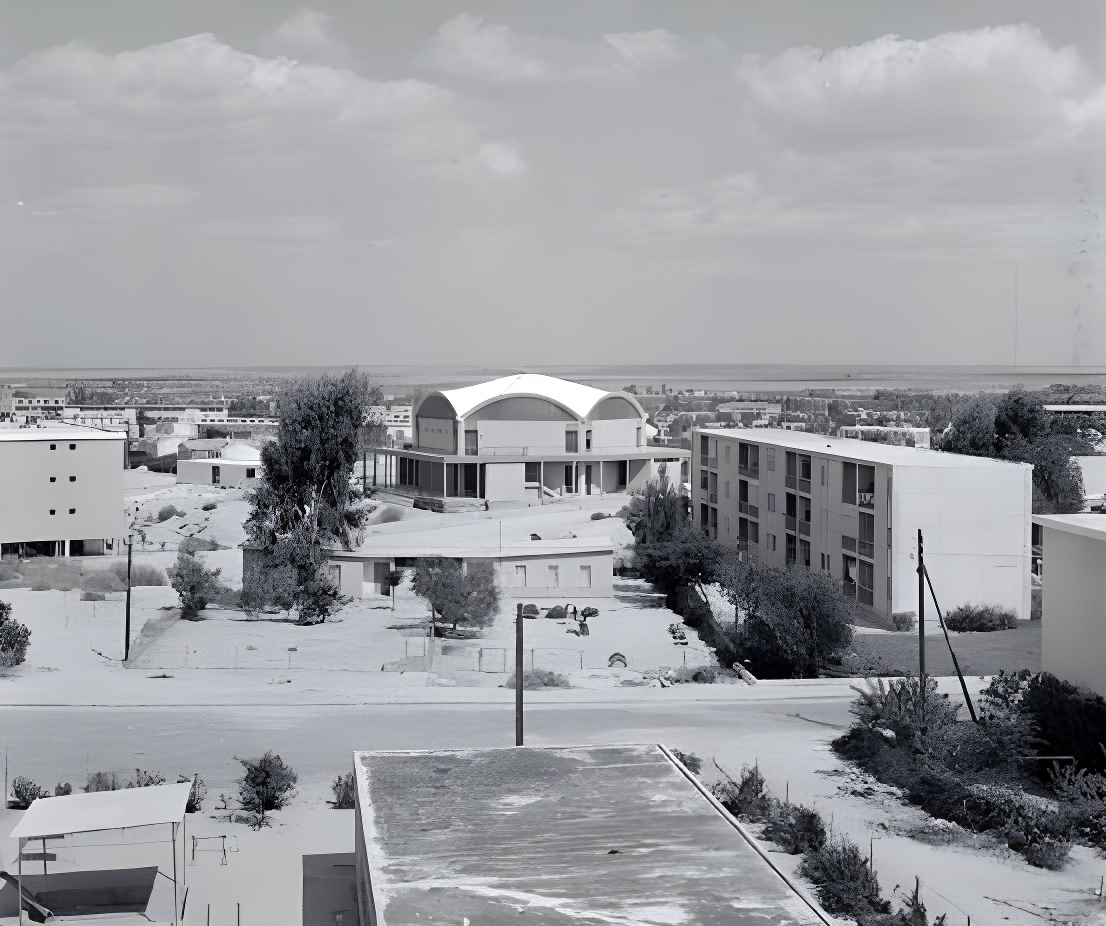
Una sinagoga en Ofakim, 1967

Como en otras ciudades en desarrollo, el sector industrial históricamente jugó un papel importante en la economía de Ofakim. En 1972, el 32 % de los trabajadores asalariados (754 personas) estaban en este sector, y en 1983, 924 personas (23 %). Durante este período, la industria textil creció hasta dominar la economía de Ofakim. Se establecieron numerosas plantas textiles y la industria empleó, con mucho, a la mayoría de los trabajadores, que oscilaron entre el 72 % (1982-1983) y el 82 % (1972). La fábrica textil Of-Ar (abreviatura de Ofakim y Argentina, de donde procedían los inversionistas) fue un importante empleador. En 1983, la población había aumentado a 12 600 habitantes.
La economía de Ofakim declinó después de que los fabricantes de textiles israelíes comenzaran a cerrar sus fábricas en Israel para trasladar su producción a otros países con costos laborales más bajos, principalmente en el suroeste de Asia, y a Egipto y Jordania después de que Israel firmara tratados de paz con ambos países. A partir de mediados de la década de 1980, las fábricas textiles de la ciudad comenzaron a cerrar, y la última cerró en 1995, dejando a gran parte de la población desempleada. 

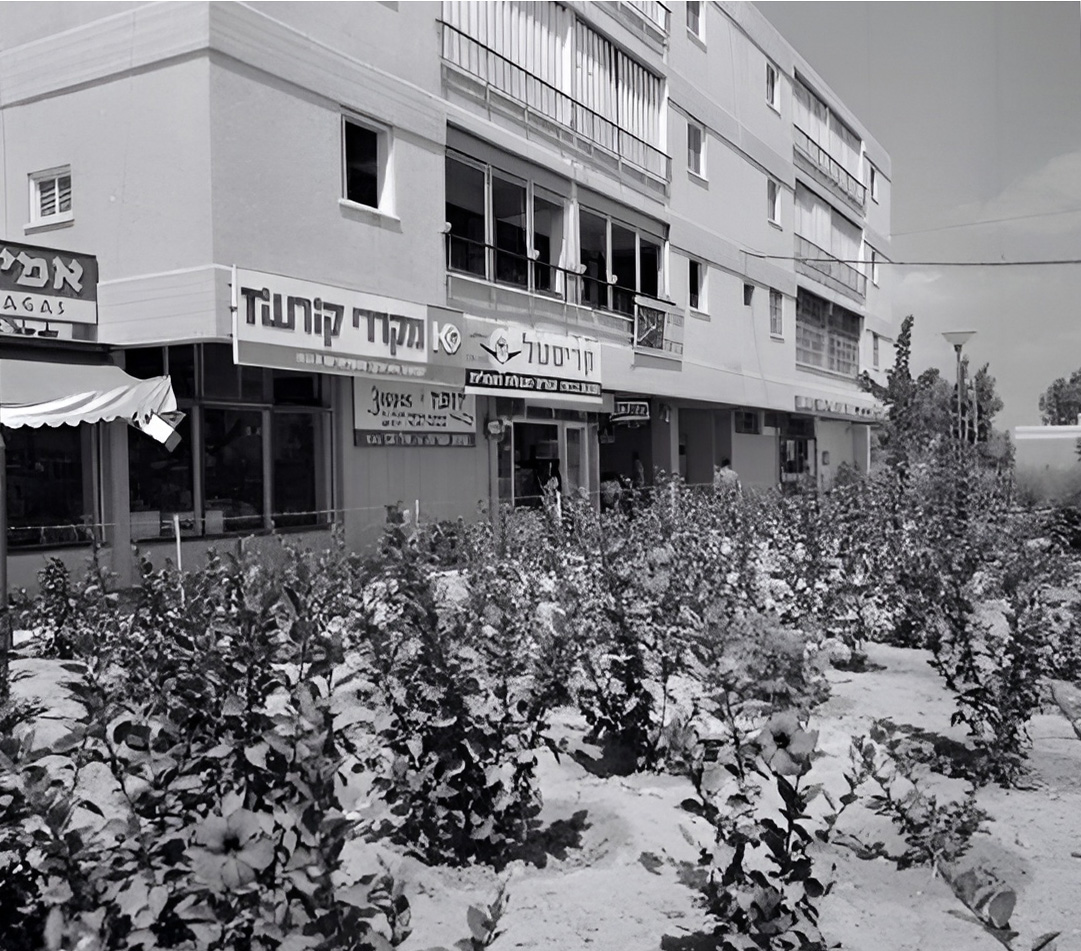
Viviendas en la ciudad, 1971

A principios de la década de 1990, durante la migración masiva de judíos de la ex Unión Soviética a Israel, más de 7000 inmigrantes llegaron a Ofakim y se les proporcionó una vivienda muy subvencionada, alimentando una mayor competencia por los puestos de trabajo. La ciudad también absorbió inmigrantes judíos de Etiopía durante este tiempo. Ofakim fue declarado ciudad en 1979. Algunas fábricas más se mudaron a la ciudad en la década de 1990, incluida una fábrica de productos electrónicos en 1996, pero el desempleo siguió siendo alto. Ofakim se ganó la mala reputación de ser una ciudad económicamente deprimida en Israel.
En 1997, Ofakim tenía la tasa de desempleo más alta de Israel, con un 15,3 %. También tuvo la tasa de desempleo más alta en 2004, un poco más del 14 %. En 2007, el Ministerio del Interior israelí destituyó al alcalde de Ofakim de ese entonces, Avi Asaraf, y a todo su concejo municipal de sus cargos por no implementar un plan de recuperación para Ofakim. Zvika Greengold se convirtió en el nuevo alcalde. 
En 2008, Haaretz informó: "Casi un tercio de los habitantes son apoyados por el departamento de bienestar y cientos de familias reciben ayuda, incluidos alimentos, de organizaciones sin fines de lucro. Muchos de los habitantes de entre 50 y 60 años han estado soñando con huir de Ofakim desde que tenían 20 años. Cuando se jubilan, se van".
A lo largo de las décadas de 2000 y 2010, Ofakim vio gradualmente mejoras en su economía. Se otorgaron incentivos fiscales para abrir nuevas fábricas en Ofakim y se abrió una sucursal de MATI, una organización israelí que apoya a las pequeñas empresas. La industria de alta tecnología también entró en Ofakim. La ciudad se encuentra actualmente en una serie de importantes proyectos de desarrollo, incluida la construcción de miles de nuevas viviendas unifamiliares y edificios residenciales de hasta 13 pisos de altura.
En la mañana del 7 de octubre de 2023, durante la festividad judía de Simjat Torá, Hamás lanzó un gran ataque sorpresa desde la Franja de Gaza contra el sur de Israel. Durante el ataque, militantes de Hamás se infiltraron en Ofakim, con una gran cantidad de fusiles, RPG y granadas. Decenas de ciudadanos armados y policías lucharon contra los militantes de Hamás, antes de que llegaran los refuerzos de las FDI. Los militantes asesinaron a varios civiles y policías, entre ellos el coronel Jayar Davidov. Cinco militantes se apoderaron de la casa de Rachel y David Edri, una pareja de unos 60 años, tomándolos como rehenes. Aproximadamente 20 horas después, el incidente terminó con el asesinato de los cinco militantes y el rescate exitoso de la pareja por parte del Yamam.
La ciudad fue declarada despejada a primera hora del día siguiente. En total, 27 civiles y seis policías, fueron asesinados. Ofakim fue la ciudad más alejada de la Franja de Gaza atacada por los militantes de Hamás.

## Geografía

### Emplazamiento

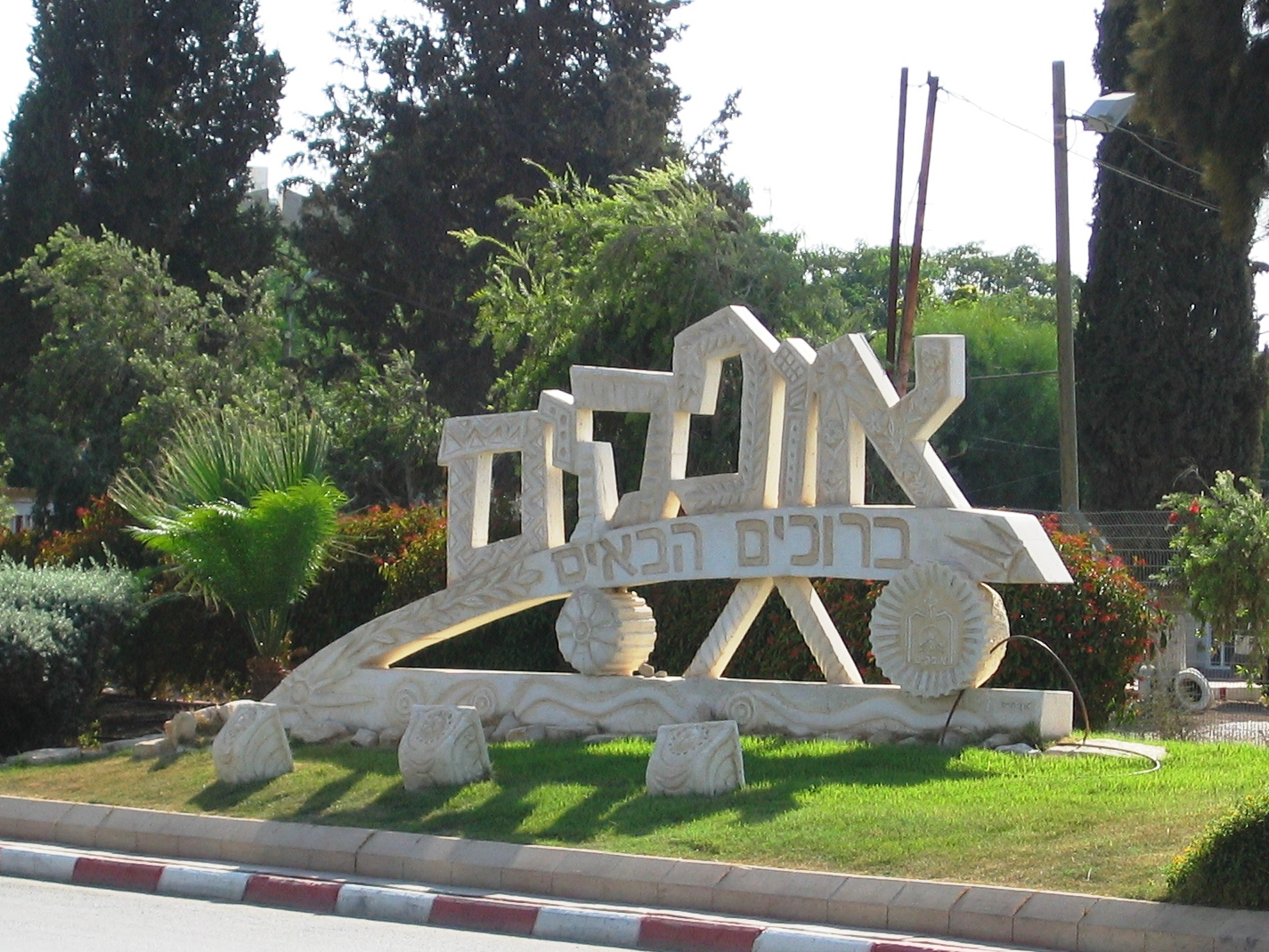
La entrada a Ofakim

Ofakim se encuentra en el extremo norte del Néguev, en una zona que ha sido intensamente fertilizada e irrigada desde la segunda mitad del siglo XX y que ha hecho perder parcialmente el carácter desértico de la zona. En el sureste de Ofakim se extiende una zona desértica propia del Néguev, mientras que el paisaje agrícola predomina en el lado noroccidental de la ciudad. Cerca de Ofakim fluyen dos uadis: El Nájal Ofakim (al este) y el Nájal Patís (al norte).
Su elevación es de unos 141 m s. n. m.. La ciudad está situada a 28 km de la costa del mar Mediterráneo, a unos 85 km al suroeste de Tel Aviv, a unos 77 km al suroeste de Jerusalén y a 17 km al noroeste de Beerseba. La Base Aérea de Hatzerim de la FAI se encuentra a unos 5 km al sureste de Ofakim. La ciudad sirve como un centro urbano para las localidades de los consejos regionales de Eshkol y Merjavim.

### Clima
Ofakim tiene un clima árido (BWh). Los veranos son calurosos y secos, y los inviernos suaves y húmedos.
| Parámetros climáticos promedio de Ofakim | Parámetros climáticos promedio de Ofakim | Parámetros climáticos promedio de Ofakim | Parámetros climáticos promedio de Ofakim | Parámetros climáticos promedio de Ofakim | Parámetros climáticos promedio de Ofakim | Parámetros climáticos promedio de Ofakim | Parámetros climáticos promedio de Ofakim | Parámetros climáticos promedio de Ofakim | Parámetros climáticos promedio de Ofakim | Parámetros climáticos promedio de Ofakim | Parámetros climáticos promedio de Ofakim | Parámetros climáticos promedio de Ofakim | Parámetros climáticos promedio de Ofakim |
| Mes                                      | Ene.                                     | Feb.                                     | Mar.                                     | Abr.                                     | May.                                     | Jun.                                     | Jul.                                     | Ago.                                     | Sep.                                     | Oct.                                     | Nov.                                     | Dic.                                     | Anual                                    |
| ---------------------------------------- | ---------------------------------------- | ---------------------------------------- | ---------------------------------------- | ---------------------------------------- | ---------------------------------------- | ---------------------------------------- | ---------------------------------------- | ---------------------------------------- | ---------------------------------------- | ---------------------------------------- | ---------------------------------------- | ---------------------------------------- | ---------------------------------------- |
| Temp. máx. media (°C)                    | 17                                       | 18.5                                     | 22                                       | 26.1                                     | 29.9                                     | 32.2                                     | 33.9                                     | 34                                       | 32                                       | 28.7                                     | 23.9                                     | 19.1                                     | 26.4                                     |
| Temp. media (°C)                         | 12                                       | 13                                       | 15.8                                     | 19.2                                     | 22.7                                     | 25.2                                     | 27                                       | 27.2                                     | 25.5                                     | 22.7                                     | 18.3                                     | 14                                       | 20.2                                     |
| Temp. mín. media (°C)                    | 7.8                                      | 8.4                                      | 10.4                                     | 13                                       | 16.3                                     | 19.3                                     | 21.5                                     | 22                                       | 20.5                                     | 17.9                                     | 13.8                                     | 9.8                                      | 15.1                                     |
| Lluvias (mm)                             | 42                                       | 34                                       | 21                                       | 8                                        | 4                                        | 1                                        | 1                                        | 1                                        | 2                                        | 9                                        | 14                                       | 25                                       | 162                                      |
| Horas de sol                             | 7.4                                      | 8                                        | 8.8                                      | 10.1                                     | 11                                       | 10.9                                     | 10.5                                     | 9.8                                      | 9.2                                      | 8.6                                      | 8.2                                      | 7.6                                      | 110.1                                    |
| Humedad relativa (%)                     | 66                                       | 63                                       | 57                                       | 51                                       | 50                                       | 55                                       | 58                                       | 60                                       | 61                                       | 63                                       | 58                                       | 62                                       | 58.7                                     |
| Fuente: Climate-Data.org                 |                                          |                                          |                                          |                                          |                                          |                                          |                                          |                                          |                                          |                                          |                                          |                                          |                                          |

## Demografía
De acuerdo con la Oficina Central de Estadísticas de Israel (OCEI), en 2024 Ofakim tenía una población de 38 921 habitantes, con una tasa de crecimiento anual del 3,4 %. En 2022 la composición étnica de la ciudad era 92,7 % judía y otros no-árabes, sin una población significativamente árabe. 
| Gráfica de evolución demográfica de Ofakim entre 1955 y 2024 |
|                                                              |

## Economía
En 2013, alrededor del 40 % de los residentes de Ofakim trabajaban en la ciudad. En la zona industrial de la ciudad hay unas 20 fábricas en una superficie de 200 hectáreas de tierra. Algunos residentes también trabajan en la vecina Beerseba.

## Educación
De acuerdo con la Oficina Central de Estadísticas de Israel (OCEI), en 2022 hay 26 escuelas y 7234 estudiantes en la ciudad.